# Pterynotus pinniger
Pterynotus pinniger är en snäckart som först beskrevs av William John Broderip 1833.  Pterynotus pinniger ingår i släktet Pterynotus och familjen purpursnäckor. Inga underarter finns listade i Catalogue of Life.